# Kolovertî, Koreț
Kolovertî (în ucraineană Коловерти) este o comună în raionul Koreț, regiunea Rivne, Ucraina, formată numai din satul de reședință.

## Demografie
Componența lingvistică a comunei Kolovertî
     Ucraineană (99,64%)
     Alte limbi (0,36%)
Conform recensământului din 2001, majoritatea populației comunei Kolovertî era vorbitoare de ucraineană (99,64%), existând în minoritate și vorbitori de alte limbi.